# Голубиная книга

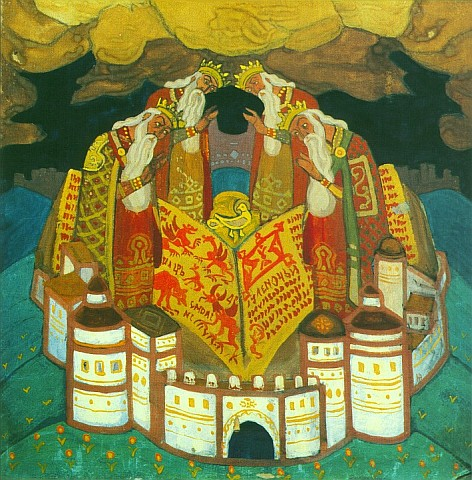
Н. К. Рерих. Книга Голубиная (Помин о четырёх королях). 1911

Голуби́ная кни́га (Каменная, Глубинная книга, Стих о Голубиной книге) — русский духовный стих конца XV — начала XVI века, в форме вопросов и ответов дающий сведения о происхождении мира, людей, сословий и фольклорную космографию. Восходит преимущественно к ряду переводных апокрифических сочинений, которые в процессе бытования на Руси подверглись влиянию фольклора.

## Текстология
Известно более 20 вариантов текста, некоторые значительно отличаются от остальных. Популярность этого произведения духовно-народной литературы объясняется тем, что оно давало ответы на самые важные космогонические вопросы и, вместе с тем, отвечало на вопросы относительно нынешнего состояния вселенной и разных значимых предметов, имеющихся на земле.
В чтении глубинных книг обвинялся святой Авраамий Смоленский, живший в конце XII — начале XIII века (вероятно, речь об апокрифах в целом). Рукописные списки произведения известны с XVII века, однако в своём первоначальном виде, по предположению Н. С. Тихонравова, поддержанному С. Е. Никитиной, Стих составлен, предположительно, в конце XV — начале XVI века в Новгородско-Псковских землях. Окончательное оформление текста относится к первой четверти XVII века, поскольку этим столетием датируются наиболее ранние списки Стиха. Особая версия текста помещена в Сборник Кирши Данилова, сложившийся на Урале в середине XVIII века. В XIX веке Стих бытовал преимущественно на севере России, реже встречался в средней полосе, а также в Белоруссии; в южнорусских областях и на Украине неизвестен.

## Название
Название имеет различные толкования. По мнению В. Н. Мочульского, оно образовано от более древнего «Глубинная книга» по ассоциации с голубем в качестве символа Святого Духа.
Глубинными книгами назывались отреченные книги, апокрифы в целом. В «Житии Авраамия Смоленского» (список XVII века) последнего обвиняют в чтении глубинных книг:
Ови еретика нарицаютъ, а ини глаголаша на нь, яко глубинныя книги почитаетъ.
«Глубиной» (в смысле «глубина премудрости») именовалась Псалтирь и, возможно, также «Беседа трёх святителей».
В. Н. Топоров проводил параллель со значительно более объёмным среднеперсидским (зороастрийским) сочинением «Бундахишн», название которого переводится как «сотворение основы, глуби»:
Отождествление элементов Космоса и частей человеческого тела, давших начало соответствующим космическим элементам, общий набор основных объектов и их предикатов и т. п. находят достаточно надёжные и точные аналогии именно в Бундахишне.
По мнению А. А. Архипова, «Голубиная книга» «воспринималась или как Св. Писание, или как его представительная часть, или как текст, который отождествлялся со Св. Писанием, напр., апокриф (на такое восприятие указал ещё Буслаев)», а потому «название „Голубиная книга“ первоначально обозначало Пятикнижие»:
Можно предполагать, что в основе названия ГК лежит (др.-)евр. название Пятикнижия, sefer tôrâ, которое к моменту перехода в др.-русск. традицию было интерпретировано как sefer tôr, „книга горлицы“ -> «книга голубя».

## Содержание
С небес на землю из тучи (к «крестному» (мировому) дереву, на фаворскую гору, к камню Алатырю) падает гигантская книга — собственно Голубиная книга, написанная Царём Небесным и раскрывающая все тайны мироздания. Образ небесной книги восходит напрямую к апокрифическим «Вопросам Иоанна Богослова Господу на горе Фаворской», а в самих «Вопросах» — к Откровению Иоанна Богослова (5:1—9). К Голубиной книге съезжаются 40 царей, в том числе Волотоман Волотоманович (ср. др.-рус. волот — великан) и Давыд Евсеевич (царь Давид).
Основную часть Стиха составляет диалог между Волотоманом и Давидом. Книгу способен истолковать Давыд Евсеевич, что он делает по просьбе князя Владимира (крестителя Руси) или царя Волотомана. Диалог выглядит как обмен загадками и отгадками. Сначала Давыд излагает космогонический сюжет, по которому мир возник без участия божественной воли, в результате эманации света, зари, небесных светил из тела Бога:
Начинался бел свет от Святa Духa, / От Святa Духa, Самого Христа, / Самого Христа, Царя Небёсного. / Солнце красное от лица Божья, / Млад светёл месяц от грудей Божьих, / звезды частыя - оны от риз Божьих, / зори светлыя от очей Божьих, / Самого Христа, Царя Небёсного.
По другим вариантам свет — от суда Божьего, от лица Божьего, солнце — от очей, тёмные ночи — от дум Господних, буйные ветры — от Святого духа, дробный дождик — от слёз Христа и др.
Источниками этого духовного стиха были древнерусские апокрифы «Беседа Иерусалимская» и «Беседа трёх святителей». В них «высота небесная, широта земная и глубина морская» соотнесены с тремя ипостасями Троицы — Отцом, Сыном и Духом Святым. Небеса (обитель Творца до сотворения мира) описаны как «три каморы» (свода), солнце сотворено от риз Господних, луна — от воздуха и престола Господня, гром и молния — от огненной колесницы, к которой приставлены два «громных ангела». Один из вариантов текста называет их именами древнерусских божеств Перуна и Хорса.
После рассказа о сотворении мира излагается антропогонический миф, рассказ о появлении первых людей и сословий: разум людей — от самого Христа, помыслы — от облаков небесных, «мир-народ» — от Адама, сотворённого из космических стихий (кости — от камня, тело — от земли, кровь — от морских вод); из частей тела Адама возникают сословия: цари «зачaдились… от честной главы от Адамовой», князья и бояре — «от честных мощей от Адамовых», крестьяне — «от того колена от Адамова», а из Адамовой головы вырастает — «кипарисовое (мировое) древо» и др.
Сюжет о возникновении мира или людей из тела Бога или Адама имеет параллели с мифами о творении мира из тела первочеловека (индуистский Пуруша, скандинавский Имир, китайский Паньгу и др.), известными у разных народов.
Далее приведена фольклорная космография, вопросы и ответы о сакральных элементах мироздания и мироустройства: обычно Иерусалим (пуп земли) представляется как всем городам отец, главный храм — храм Воскресения Христа, построенный на Голгофе, «Белый (православный, русский) царь» — над царями царь, Святая Русь — всем землям мать, Фаворская (Сионская) гора — всем горам мать, кипарис (крестное древо) — всем деревьям мать (древо жизни, мировое дерево), потому что из него был вырезан крест, на котором распят Христос, Адамова голова — всем головам мать. Далее Давыд отвечает на вопросы о море, озере и реке, рыбе, птице, звере, камне, траве: камень Алатырь — всем камням отец, плакун-трава, выросшая из слёз Богородицы, — всем травам мать, океан — всем морям отец, кит-рыба — всем рыбам мать (поскольку на трёх или семи китах покоится земля), Индрик (единорог) — всем зверям отец и др. Страфиль-птица — всем птицам мать — фигура, сложенная из многих элементов: имя она заимствовала от страуса (струфокамил, стрькокамиль славянских физиоло́гов), от него же — величину и остроту зрения, от пеликана — нежность к детям, от пеликана же и алкиона (алконост физиологов) — отношение к морю, от последнего — отношение к морским волнениям и т. д. Её чудесная сила роднит её с космогоническими птицами Востока.
Завершается духовный стих мотивом борьбы двух «лютых зверей» (вариант — двух зайцев) — Правды и Кривды. Правда побеждает и идёт на небеса, а Кривда распространяется по земле: в заключительном эпизоде отдельных вариантов Стиха Волотоман рассказывает свой сон про то, как подрались два зайчика, один обидел другого и тот удалился «во темны леса». Давид толкует сон:
То не зайчики в поле собегалися, / тут сошлася кривда со правдою... / Нонечь кривда правду приобидела: / пошла правда на вышния небеса, / а кривда оставалась на сырой земли, / по всему народу православному. / Она пала нам всем на ретиво сердце, / оттого у нас в мире стало правды нет, / стали беззакония великия.
Параллель этого сюжета имеется в широко распространенном в древнерусской литературе «Слове о правде и неправде». В частности, это произведение читается в рукописных Прологах под 23 декебря. Это Слово представляет собой сокращение «Слова Петра черноризца о супротивении всяцем». Г. П. Федотов рассматривал этот эпизод как «основной опыт социальной философии народа».

## Значение
По мнению С. Е. Никитиной, «Голубиная книга» является центральным образом русского духовного стиха, а сам «Стих о Голубиной книге» — важным источником для реконструкции народных христианских представлений.

## У духоборов и беспоповцев
Большое значение «Стих о Голубиной книге» получил у духоборцев, у которых в сокращённом виде он стал богослужебным «псалмом», читавшимся и певшимся, и вошёл в «Животную книгу», сборник «псалмов». Духоборский вариант текста имеет заголовок «Царь Давид Евсеевич» и представляет собой срединную (вопросо-ответную) часть Стиха. Популярность Стиха у духоборцев объясняется вопросо-ответной формой большого количества духоборческих «псалмов», а также тенденцией духоборцев к иносказательному толкованию своих «псалмов», для чего «Стих о Голубиной книге» даёт большой материал. В «Животной книге» духоборцев, записанной В. Д. Бонч-Бруевичем, «псалом» «Царь Давид Евсеевич» сопровождается толкованием основных названных элементов мироздания. В конце 1980-х годов «псалом» «Царь Давид Евсеевич» был записан у духоборцев в Джавахети (Грузия).
В XX веке «Стих о Голубиной книге», наряду со многими другими старинными фольклорными тексты эпического содержания (былинами, духовными стихами), исполнялся беспоповцами. В начале 1980-х годов Стих во фрагментах фиксировался у поморцев в Прибалтике и на Печоре. П. И. Мельников (А. Печерский) приписывал основателю хлыстовщины Даниле Филиппову слова о спасительности «книги Золотой, книги Животной, книги Голубиной», которая есть «сам сударь Дух Святой», но следы бытования «Стиха о Голубиной книге» у хлыстов не обнаружены.

## В искусстве
Образ «Голубиной книги» использовали поэты XX века: А. А. Блок («Царица смотрела заставки», 1902), Вяч. Ив. Иванов («Превращение», 1915), Н. А. Заболоцкий («Голубиная книга», 1937). В живописи к образ «Голубиной книги» обращались Н. К. Рерих («Помин о четырёх королях», 1911; «Голубиная книга», 1922) и В. М. Васнецов («Спящая царевна», 1900—1926).

## Издания
- Голубиная книга // Оксенов А. В. Народная поэзия. Былины, песни, сказки, пословицы, духовные песни, повести. С очерками главнейших отделов русской народной поэзии, объяснительным словарем и нотными образцами напевов народных песен. — СПб.: Синодальная типография, 1908. — 400+IV с. — С. 304—311.
- Голубина книга сорока пядень : № 60 Древние российские стихотворения, собранные Киршею Даниловым. — 2-е дополн. изд. — М.: Наука, 1977. — С. 208—213.
- Голубиная книга: Русские народные духовные стихи XI—XIX вв. / Сост., вступ. ст.: Л. Ф. Солощенко. — М., 1991. — С. 34—48.
- Стихи духовные: [Сб.] / Сост., вступ. ст.: Ф. М. Селиванов. — М., 1991. — С. 27—40.
- Селиванов Ф. М. Русские народные духовные стихи: Учеб. пособие. — [Йошкар-Ола], 1995. С. 63—68.
- Беломорские старины и духовные стихи: Собр. А. В. Маркова. — СПб., 2002. — С. 227—230, 780—781.

Духоборский вариант («Царь Давид Евсеевич»):
- Сборник русских духовных стихов / Сост. В. Г. Варенцов. — М., 1860. — С. 16—17.
- Материалы к истории изучению русского сектантства и раскола / Под ред. В. Д. Бонч-Бруевича. — Виннипег, 1954. — С. 107—109.